# 鹿田村 (岡山県真庭郡)
鹿田村（かったそん）は、岡山県真庭郡にあった村。現在の真庭市鹿田（〒719-3152）に当たる。

## 歴史
- 1889年（明治22年）6月1日 - 町村制施行に伴い、真島郡鹿田村が単独村制、鹿田村となる。自然村単独での自治体移行のため大字は編成されていない。
- 1900年（明治33年）4月1日 - 真島郡が大庭郡と合併し、真庭郡となる。鹿田村は真庭郡所属に変更。
- 1901年（明治34年）4月1日 - 真庭郡下方村と合併して、木山村となる。同日鹿田村は廃止となり、鹿田村域は木山村大字鹿田となった。